# Draufsicht

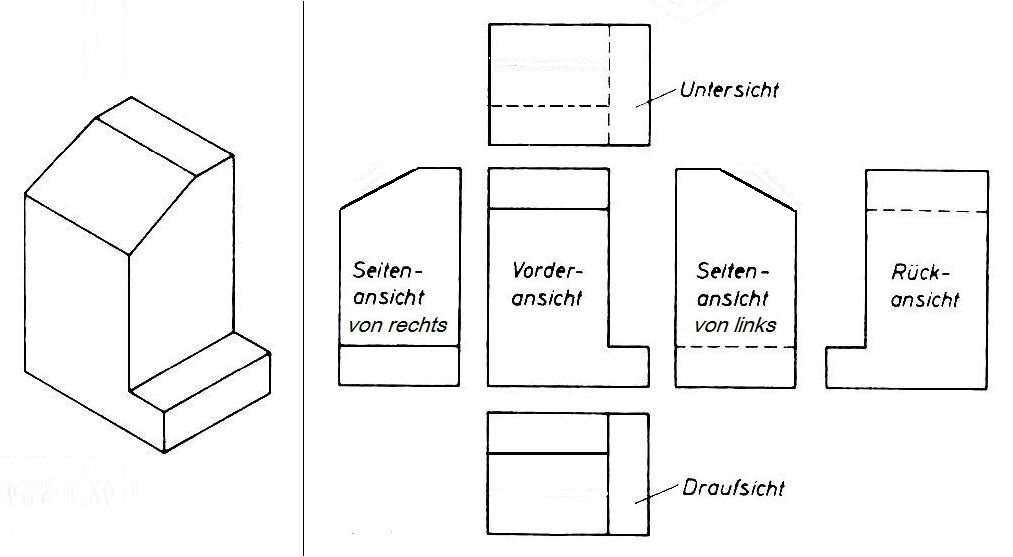
Benennung der Ansichten in einer technischen Zeichnung

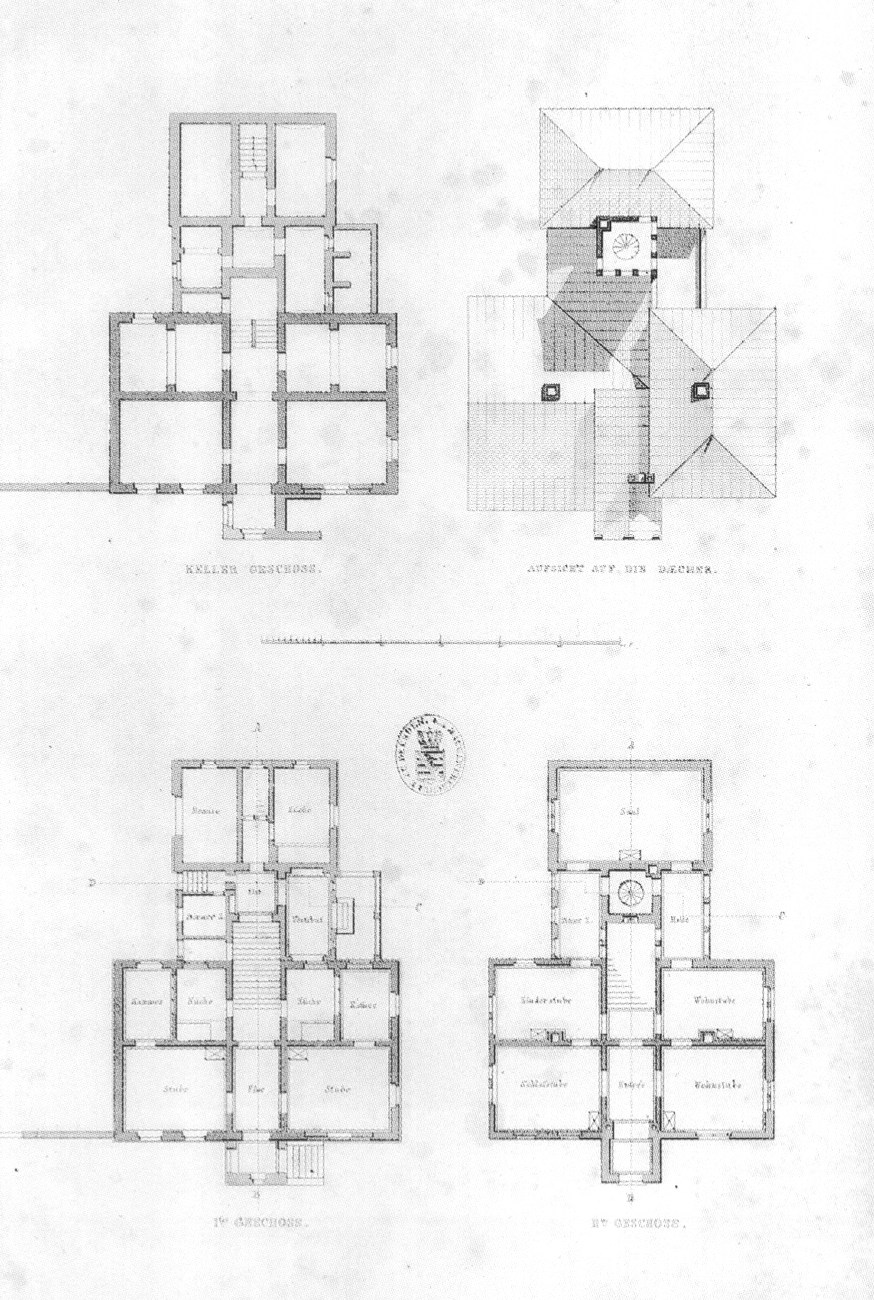
Grundrisse und Aufsicht eines Gebäudes

Eine Draufsicht ist eine zeichnerisch dargestellte, zweidimensionale orthogonale Projektion einer räumlichen Gegebenheit. Draufsichten werden nach den Regeln der Dreitafelprojektion erstellt. Das Objekt wird dabei von oben betrachtet, man schaut drauf. 
In Architekturzeichnungen wird die Sicht von oben als Draufsicht oder Dachaufsicht bezeichnet, während sie in der darstellenden Geometrie der Grundriss ist. Mit Grundriss ist die Draufsicht auf den unteren Teil eines waagerecht geschnittenen Bauobjekts gemeint, auch die Draufsicht auf die gespiegelte Untersicht eines waagrecht geschnittenen Bauobjekts wird Grundriss genannt.
Im Gegensatz zur Vogelperspektive handelt es sich bei der Draufsicht um eine planare Darstellung, aus der man (bei maßstäblicher Darstellung) die Dimensionen des Objektes abmessen kann. 
Draufsichtdarstellungen finden sich in Technischen Zeichnungen, insbesondere jedoch in Bauzeichnungen. Im Bauwesen dienen Draufsichten dazu, eine bereits vorhandene Gegebenheit zu dokumentieren (Bestandsplan) oder werden im Rahmen einer Bauplanung erstellt. Sie stellen die Geometrie der Dachlandschaft eines Bauwerkes dar. Häufig findet man Dachaufsichten in Lageplänen. 
Draufsichten können in unterschiedlichsten zeichnerischen Maßstäben vorliegen. In CAD-Programmen wird die Draufsicht häufig mit den englischen Begriffen „Top“ oder „TopView“ bezeichnet.
Das Gegenteil der Draufsicht ist die Untersicht, bei der das Objekt von unten betrachtet wird.